# Bhola
Bhola (Bengaals: ভোলা) is een district (zila) in de divisie Barisal in zuidelijk Bangladesh. In het district ligt ook het gelijknamige eiland, dat het grootste eiland van Bangladesh is. Het gebied werd in 1970 zwaar getroffen door de zeer zware cycloon in dat jaar (Cycloon Bhola).